# Закс, Михаил
Михаил Иехиель Закс (1808—1864) — прусский учёный-филолог и иудейский проповедник.

## Биография
Родился в 1808 г. в Глогау (Силезия) в религиозной семье. Кроме общих предметов, которые он проходил в местной гимназии, изучал также древнееврейский язык. Уже в ранней юности стал проявлять поэтические наклонности, и Давид Замосц поместил в своём «Ressisse ha-Melizah» еврейское стихотворение 13-летнего Закса. Затем он поступил в Берлинский университет, где изучал древние языки. В год окончания университетского курса (1835) Закс издал немецкий перевод Псалмов, посвящённый известному переводчику восточных поэтов Фридриху Рюккерту. Подобно последнему, Закс поставил себе целью сохранить в своём переводе восточный колорит и стиль оригинала, и его дебют обратил на него внимание. В следующем году Закс был приглашен в качестве синагогального проповедника в Прагу, где он сразу выдвинулся как выдающийся оратор.
В 1844 году Закс был приглашён в Берлин в качестве проповедника и члена раввината.
После пятилетних трудов появилась его книга «Религиозная поэзия евреев Испании» («Religiöse Poesie der Juden in Spanien»; 1845). В переводах лучших поэтических образцов Заксу удалось сохранить ритм, настроение и образы оригинала. Книга была снабжена обстоятельными очерками о поэтах, в сжатых чертах передавалась история еврейской культуры и этики со времени падения Иерусалима. Книга Закса обратила на себя всеобщее внимание; под её влиянием Гейне написал свою поэму «Иегуда бен-Галеви».
Работал над обширным трудом «Вклад в исследование языка и древности: из еврейских источников» («Beiträge zur Sprach- und Alterthumsforschung: aus jüdischen Quellen»; 1852—1854). Исходя из той мысли, что по развитию языка, по изречениям, притчам и оборотам речи народа можно судить о его быте, обычаях и культурном уровне, Закс задался целью исследовать развитие еврейского языка в талмудическую эпоху и проследить, насколько в нём отразилось влияние и взаимодействие культур народов, окружавших тогдашнее еврейство. Этот филологический труд признан специалистами ценным вкладом не только в область филологии, но и общей истории культуры.
В вышедшей в 1853 году «Stimmen vom Jordan und Euphrath» он подвёрг поэтической обработке древние сказания и легенды, рассеянные в Талмуде и мидрашах. Перевёл на немецкий язык молитвенник и принятый в немецких и польских общинах «Махзор».
Последние годы Закса были омрачены недоразумениями и распрями в общине. Его бескомпромиссность и непримиримость создала ему немало противников как среди крайних ортодоксов, так и среди реформистов. Умер в 1864 году в Берлине.

## Другие труды
После смерти Закса М. Лацарус издал оставшуюся в рукописи вторую часть «Stimmen vom Jordan und Euphrat».
Д. Pyзин издал в 2 томах проповеди Закса.
Кроме вышеупомянутых работ Закса, ЕЭБЕ отмечает также:
- «Beer Michal» (пояснения и примечания к средневековым «пиутам»),
- две статьи, помещённые в 7-м томе историко-научного журнала «Kerem Chemed» (ЕЭБЕ).